# شهرستان یانجین (یون‌نان)
شهرستان یانجین (به انگلیسی: Yanjin County) یک شهرستان در چین است که در ژاوتونگ واقع شده‌است. شهرستان یانجین ۱٬۴۱۶ کیلومتر مربع مساحت و ۴۵۳٬۰۹۶ نفر جمعیت دارد.این شهر با عرض ۳۰ تا ۳۰۰ متر یکی از باریکترین شهرهای دنیا است 